# 穆罕默德科季尔·托什捷米罗夫
穆罕默德科季尔·托什捷米罗夫（2001年9月17日—），乌兹别克斯坦男子举重运动员，2018年夏季青年奥运会男子77公斤级银牌得主、2021年伊斯兰团结运动会男子81公斤级铜牌得主、2023年世界举重锦标赛男子81公斤级铜牌得主。